# 塔季扬娜·科辛采娃
塔季扬娜·科辛采娃（俄语：Татьяна Анатольевна Косинцева，1986年4月11日—），又称为小科辛采娃，俄罗斯女子国际象棋棋手、特级大师。她的姐姐娜杰日达·科辛采娃亦为国际象棋特级大师。
小科辛采娃曾于2002年、2004年、2007年三度获得俄罗斯国际象棋全国女子冠军，2007年、2009年两度获得欧洲国际象棋女子个人冠军。2009年，她获得了特级大师称号。此外，她还作为俄罗斯国家队的成员，获得了2010年、2012年女子国际象棋奥林匹克金牌，以及2007年、2009年、2011年欧洲国际象棋团体锦标赛女子金牌。